# Pape Omar Faye
Pape Omar Faye (sinh ngày 1 tháng 1 năm 1987) là một cầu thủ bóng đá chuyên nghiệp người Sénégal. Anh từng có nhiều năm thi đấu tại Việt Nam cho các câu lạc bộ như Thanh Hóa, Hà Nội và Becamex Bình Dương. Sau đó anh đã đầu quân cho câu lạc bộ Mobi FC ( Bóng đá 7 người ) và chỉ ra sân một trận. Hiện tại anh cũng đã chia tay Mobi FC.

## Sự nghiệp

### FC Thun (2005-2010)
Pape Omar bắt đầu sự nghiệp bóng đá của mình tại Senegal. Năm 2005, anh chuyển sang thi đấu ở châu Âu cho FC Thun (một đội bóng của Thụy Sĩ). Anh ra mắt FC Thun vào tháng 9 năm 2005 khi vào sân thay người ở phút 87 trong trận gặp Arsenal tại UEFA Champion League. Tiềm năng của Omar cũng đã được khai phá trong quãng thời gian này. Ở tuổi 18, anh thường xuyên được FC Thun trao cơ hội tại giải VĐQG Thụy Sĩ.
Bước ngoặt sự nghiệp chỉ xảy đến với Omar khi anh được điều chuyển sang Vaduz vào năm 2006. Với 22 bàn thắng trong quãng thời gian này, anh đã nhanh chóng được trao nhiều cơ hội khi trở về FC Thun.
Những năm sau đó, FC Thun thi đấu không thành công và bị xuống hạng. Tuy nhiên, Omar vẫn luôn nỗ lực, số bàn thắng mà anh ghi được cho đội bóng Thụy Sĩ cũng ngày một nhiều qua từng mùa giải. Ở tuổi 22, Omar đã làm được nhiều thứ mà không phải cầu thủ trẻ nào cũng có thể đạt được.
Năm 2009 Faye có liên quan một vụ cá cược bóng đá, bị liên đoàn bóng đá Thụy Sĩ treo giò vĩnh viễn từ năm 2010, sau đó anh bị đề nghị mở rộng lệnh cấm thi đấu trên toàn thế giới từ năm 2012.

### Thanh Hóa (Giai đoạn 1 - 2011)
Anh đến với câu lạc bộ Thanh Hóa mùa giải 2011. Ở nơi đây, anh đã cho thấy khả năng hòa nhập cực nhanh cùng với phong độ săn bàn đáng sợ, kết hợp cùng với Đình Tùng tạo thành bộ đôi săn bàn nguy hiểm. Những đóng góp của anh đã giúp đội bóng có được vị trí thứ 7 chung cuộc đầy khả quan. Trong tổng số 15 bàn thắng anh ghi được, có 1 cú hattrick và 1 cú poker.
Mùa giải 2012, anh tiếp tục thể hiện phong độ tuyệt vời. Nhưng khi đội bóng mới đi 1 phần chặng đường, lệnh cấm thi đấu vĩnh viễn trên toàn thế giới bị đề xuất. Câu lạc bộ Thanh Hóa rất tiếc nuối nhưng họ đành cay đắng chấp nhận lệnh từ FIFA và hủy hợp đồng với Omar. Anh biết lỗi của bản thân, tỏ ra thất vọng nhưng cũng cảm ơn đội bóng đã cưu mang anh và trở về quê nhà ở Senegal.
Theo thông tin từ báo chí Sénégal thì anh đã được FIFA giảm án từ ngày 4 tháng 12 năm 2014.

### FLC Thanh Hóa (Giai đoạn 2 - 2015-2018)
Ngày 20 tháng 6 năm 2015, Faye chính thức trở lại sự nghiệp thi đấu quốc tế của mình sau thời gian gián đoạn do án phạt từ FIFA bằng trận đấu ở vòng đấu loại trực tiếp 16 đội của Cúp quốc gia Việt Nam 2015 trong màu áo đội bóng FLC Thanh Hóa. Trở lại Thanh Hóa như cá gặp nước, anh thi đấu bùng nổ với 11 bàn sau 14 trận, góp phần đưa đội bóng cán đích vị trí thứ 3 chung cuộc, đoạt huy chương đồng.
Mùa giải 2016, anh được đội bóng tín nhiệm và trao cho chức đội trưởng.
Trong giai đoạn này, dấu ấn của Pape Omar trong quãng thời gian này là rất rõ rệt. Không chỉ ghi bàn, anh cũng đã thể hiện rất tốt vai trò của một thủ lĩnh tinh thần tại đội bóng xứ Thanh.
Mùa giải 2017, đáng lẽ anh đã có chức vô địch cùng đội bóng như lại về nhì sau câu lạc bộ Quảng Nam, thua về hiệu số bàn thắng bại.
Mùa giải 2018, Omar đã lùi sâu hơn so với vị trí vốn dĩ của anh, nhưng khả năng săn bàn cũng như kiến tạo vẫn rất rõ nét. 34 trận, 18 bàn, cùng với vô số những kiến tạo. Cuối mùa giải anh cùng cả đội bảo vệ thành công vị trí Á quân V League 2018, cùng với đó là chức Á quân Cúp Quốc gia 2018 đầy tiếc nuối khi thua Becamex Bình Dương 1-3.
Cuối mùa giải V League 2018, đã có nhiều tin đồn chuyển nhượng về anh khi mà hợp đồng của anh và Thanh Hóa sẽ đáo hạn cuối mùa này. Ưu tiên của anh là luôn muốn ở lại cùng đội bóng, nhưng ban lãnh đạo tỏ ra khá thờ ơ trong việc gia hạn hợp đồng với anh. Trong tình cảnh đó, chân sút người Senegal buộc phải ngậm ngùi rời đội bóng để tìm bến đỗ mới.
Anh đã để lại dấu ấn đậm nét ở đội bóng xứ Thanh. 77 bàn sau 129 trận trên toàn mặt trận, 1 thủ lĩnh đích thực, 1 nỗi nhớ khôn nguôi của người hâm mộ xứ Thanh. 2 danh hiệu Á quân V League 2017-2018, 1 lần về thứ 3 V League 2015 cùng với danh hiệu Á quân Cúp Quốc Gia 2018 là những gì Omar đã đạt được cùng Thanh Hóa,

### Hà Nội F.C
Cuối năm 2018, Omar cùng người đồng đội tại CLB Thanh Hóa là thủ môn Bùi Tiến Dũng chuyển sang đầu quân cho câu lạc bộ Hà Nội.
Ngay trong mùa giải đầu tiên (V League 2019), chân sút này đã chứng tỏ được đẳng cấp, góp công lớn giúp Hà Nội FC vô địch V-League (ghi 15 bàn) và vào chung kết Liên khu vực AFC Cup (8 bàn). Ở tuổi 32, Omar cuối cùng cũng đã chạm tay vào những giải thưởng cao quý nhất mà bất kỳ ngoại binh nào đều phải ao ước là hattrick danh hiêu: Siêu Cúp Quốc gia 2018, V League 2019 và Cúp Quốc gia 2019. Sau 45 trận đã thi đấu trên mọi mặt trận, anh ghi được đến 25 bàn thắng, một con số đáng để nhiều tiền đạo mơ ước.
Mùa giải 2020 thì không thực sự thành công với Omar. Anh được kì vọng sẽ tái hợp cùng với Rimario Gordon để tạo nên cặp đôi đáng sợ. Nhưng rất tiếc là điều ấy đã không xảy ra, khi anh dính chấn thương sụn chêm đầu gối cũng như gánh nặng tuổi tác đã làm anh bị bỏ lỡ phần lớn mùa giải, khi trở lại thi đấu anh cũng bỏ lỡ nhiều cơ hội và kết thúc mùa giải với chỉ vỏn vẹn 3 bàn thắng sau 17 lần ra sân trên các mặt trận. Dù vậy, anh vẫn kịp có cho mình thêm 2 danh hiệu Siêu Cúp Quốc gia 2019 và Cúp Quốc gia 2020 cùng Hà Nội FC.

### Becamex Bình Dương
Sau khi kết thúc hợp đồng 2 năm với câu lạc bộ Hà Nội, Pape Omar nhanh chóng được Becamex Bình Dương chiêu mộ. Anh sẽ thi đấu một năm cho đội chủ sân Gò Đậu.
Giữa một tập thể trẻ trung và giàu cá tính, kinh nghiệm trận mạc cũng như những bài học trong quá khứ của Omar đã giúp anh có một chỗ đứng nhất định và cùng những Tiến Linh, Tô Văn Vũ chèo lái câu lạc bộ thi đấu khá ổn định. Mùa giải 2021 đã đi được nửa chặng đường thì bị dừng và hủy vì sự trở lại của đại dịch Covid trên toàn lãnh thổ Việt Nam. Dù chưa kịp ghi bàn thắng nào, lại phải đá lùi sâu nhưng Omar vẫn cho thấy được sự đẳng cấp và kinh nghiệm của bản thân ở Bình Dương.

## Thống kê sự nghiệp
| Câu lạc bộ          | Mùa giải            | Giải vô địch           | Giải vô địch | Giải vô địch | Cúp quốc gia | Cúp quốc gia | Châu lục | Châu lục | Khác | Khác | Tổng cộng | Tổng cộng |
| Câu lạc bộ          | Mùa giải            | Giải đấu               | Trận         | Bàn          | Trận         | Bàn          | Trận     | Bàn      | Trận | Bàn  | Trận      | Bàn       |
| ------------------- | ------------------- | ---------------------- | ------------ | ------------ | ------------ | ------------ | -------- | -------- | ---- | ---- | --------- | --------- |
| FC Thun             | 2005-06             | Swiss Super League     | 23           | 4            | 1            | 0            | 4        | 0        | -    | -    | 28        | 4         |
| FC Thun             | 2007-08             | Swiss Super League     | 28           | 3            | 4            | 2            | -        | -        | -    | -    | 32        | 5         |
| FC Thun             | 2008-09             | Swiss Challenge League | 21           | 3            | 1            | 0            | -        | -        | -    | -    | 22        | 3         |
| FC Thun             | 2009-10             | Swiss Challenge League | 14           | 13           | 1            | 2            | -        | -        | -    | -    | 15        | 15        |
| FC Thun             | Tổng cộng           | Tổng cộng              | 86           | 23           | 7            | 4            | 4        | 0        | 0    | 0    | 97        | 27        |
| Vaduz (mượn)        | 2006-07             | Swiss Challenge League | 33           | 12           | 2            | 3            | 4        | 2        | -    | -    | 39        | 17        |
| Thanh Hóa           | 2011                | V-League               | 22           | 15           | 4            | 4            | -        | -        | -    | -    | 26        | 19        |
| Thanh Hóa           | 2012                | V-League               | 6            | 4            | 2            | 0            | -        | -        | -    | -    | 8         | 4         |
| FLC Thanh Hóa       | 2015                | V-League               | 14           | 11           | 1            | 0            | -        | -        | -    | -    | 15        | 11        |
| FLC Thanh Hóa       | 2016                | V-League               | 25           | 13           | 1            | 0            | -        | -        | -    | -    | 26        | 13        |
| FLC Thanh Hóa       | 2017                | V-League               | 19           | 11           | 1            | 1            | -        | -        | -    | -    | 20        | 12        |
| FLC Thanh Hóa       | 2018                | V-League               | 24           | 10           | 3            | 3            | 7        | 5        | -    | -    | 34        | 18        |
| FLC Thanh Hóa       | Tổng cộng           | Tổng cộng              | 110          | 64           | 12           | 8            | 7        | 5        | 0    | 0    | 129       | 77        |
| Hà Nội              | 2019                | V-League               | 25           | 15           | 3            | 2            | 16       | 8        | 1    | 0    | 45        | 25        |
| Hà Nội              | 2020                | V-League               | 14           | 2            | 2            | 0            | -        | -        | 1    | 1    | 17        | 3         |
| Hà Nội              | Tổng cộng           | Tổng cộng              | 39           | 17           | 5            | 2            | 16       | 8        | 2    | 1    | 62        | 28        |
| Becamex Bình Dương  | 2021                | V-League               | 12           | 0            | 0            | 0            | -        | -        | -    | -    | 12        | 0         |
| Tổng cộng sự nghiệp | Tổng cộng sự nghiệp | Tổng cộng sự nghiệp    | 247          | 116          | 26           | 17           | 31       | 15       | 2    | 1    | 339       | 149       |

## Danh hiệu

### Cotonsport Garoua
- Championnat du Cameroun de football:  2005

FC Vaduz
- Cúp Quốc gia Leichtenstein:  2007

FC Thun
- Swiss Challenge League:  2010

FLC Thanh Hóa
- V-League:  2017, 2018
- V-League:  2015
- Cúp Quốc Gia:  2018

Hà Nội
- V-League:  2019 -  2020
- Cúp Quốc Gia:  2019, 2020
- Siêu Cúp Quốc Gia:  2018, 2019

## Liên kế ngoài
- Pape Omar Faye tại Soccerway
- Pape Omar Faye tại VPF